# Walki o Sanok
Walki o Sanok – starcie zbrojne mające miejsce w dniach 3–4 sierpnia 1944 między oddziałami armii niemieckiej a wojskami Armii Czerwonej, skutkujące zdobyciem Sanoka przez czerwonoarmistów i zakończeniem władzy reżimu III Rzeszy na terenie miasta.

## Przebieg działań bojowych
Do Sanoka wojska radzieckie z 38 Armii dowodzonej przez gen. płk Kiriłła Moskalenkę dotarły 3 sierpnia 1944 w czasie operacji lwowsko-sandomierskiej. Pierwsi do rzeki San pod Sanokiem dotarli żołnierze z 11 Korpusu Strzeleckiego oraz kawalerzyści z 1 Gwardyjskiego Korpusu Kawalerii dowodzonego przez gen. Wiktora Baranowa, natomiast jako pierwsi (przerywając niemiecką obronę miasta od północy) wdarli się do Sanoka czerwonoarmiści ze 140 Dywizji Strzeleckiej dowodzonej przez gen. Aleksandra Kisielowa.
Walki w mieście trwały całą noc i zakończyły się w godzinach popołudniowych 4 sierpnia 1944. Najcięższe walki toczyli czerwonoarmiści z 96 Pułku Strzeleckiego. Utrzymali oni swoje pozycje w mieście pomimo okrążenia. Walki na przedpolach zdobytego Sanoka trwały jeszcze kilka dni ze względu na przeprowadzane przez Niemców kontrataki. 

## Upamiętnienie
W 1947 na terenie Parku Miejskiego w Sanoku wzniesiono Pomnik Wdzięczności AR upamiętniający wyzwolenie Krosna przez żołnierzy 38 Armii 1 Frontu Ukraińskiego Armii Czerwonej.